# ナタリア・クジュティナ
ナタリア・クジュティナ（Nataliya Yuryevna Kuzyutina 1989年5月1日- ）はロシアの総合格闘家、柔道選手。ブリャンスク出身。

## 来歴

### 柔道
柔道は11歳の時に始めた。2009年にはグランドスラム・パリとヨーロッパ選手権で優勝したものの、世界選手権では初戦でモンゴルのムンフバータル・ブンドゥマーに有効で敗れた。2010年にはヨーロッパ選手権を2連覇して世界選手権に出場すると、準決勝で西田優香に小内刈の有効で敗れるが3位となった。2011年の世界選手権では準々決勝で中村美里と対戦して、背負投からの上四方固で敗れたが、この際に左手首を負傷してその後の敗者復活戦は棄権することとなり、7位にとどまった。2012年にはグランプリ・デュッセルドルフで決勝まで進むものの、橋本優貴に大外刈で一本負けを喫した。ヨーロッパ選手権では決勝でルーマニアのアンドレア・キトゥに敗れて2位だった。7月のロンドンオリンピックでは初戦で敗れた。2014年に地元ロシアで開催された世界選手権では準決勝でコソボのマイリンダ・ケルメンディに敗れるが3位となった。2015年のワールドマスターズでは優勝するが、ヨーロッパ競技大会では3位だった。世界選手権では7位に終わった。2016年のワールドマスターズでは決勝で中村に横四方固で敗れた。リオデジャネイロオリンピックでは準々決勝で中村に腕挫腕固で敗れるも、その後の敗者復活戦を勝ち上がって銅メダルを獲得した。2017年の世界選手権では準々決勝で志々目愛に技ありで敗れるも3位となった。地元で開催されたワールドマスターズでは優勝した。2018年のヨーロッパ選手権では優勝した。2019年に東京で開催された世界選手権では決勝まで進むも、世界チャンピオンの阿部詩に開始30秒の袖釣込腰で敗れて2位だった。2021年7月に日本武道館で開催された東京オリンピックでは2回戦で敗れた。
2008年以来、ウラジーミル・プーチンが名誉会長を務めるヤワラ・ネヴァ柔道クラブに所属していた。

### 総合格闘技
2022年11月18日、総合格闘技デビュー。デジレー・ベネットに腕ひしぎ十字固めで一本勝ち。
2023年3月15日、Invicta FC 52でファティーマ・ケイラインと対戦し、判定負けを喫した。

## 戦績

### 総合格闘技
| 総合格闘技 戦績 | 総合格闘技 戦績 | 総合格闘技 戦績 | 総合格闘技 戦績 | 総合格闘技 戦績 | 総合格闘技 戦績 | 総合格闘技 戦績 |
| --------------- | --------------- | --------------- | --------------- | --------------- | --------------- | --------------- |
| 4 試合          | (T)KO           | 一本            | 判定            | その他          | 引き分け        | 無効試合        |
| 3 勝            | 0               | 2               | 1               | 0               | 0               | 0               |
| 1 敗            | 0               | 0               | 1               | 0               | 0               | 0               |

| 勝敗 | 対戦相手                 | 試合結果                 | 大会名                               | 開催年月日     |
| ○    | Monika Kučinič           | 5分3R終了 判定3-0        | Titan FC 82 / SBC 47                 | 2023年6月2日   |
| ○    | カレン・キンテーロ       | 1R 0:39 腕ひしぎ十字固め | Titan FC 81                          | 2023年4月14日  |
| ×    | ファティーマ・ケイライン | 5分3R終了 判定0-3        | Invicta FC 52: Machado vs. McCormack | 2023年3月15日  |
| ○    | デジレー・ベネット       | 1R 2:51 腕ひしぎ十字固め | Gamebred Boxing 3                    | 2022年11月18日 |

## 柔道の主な戦績
- 2006年 - ロシアジュニア国際　優勝
- 2006年 - フランスジュニア国際　優勝
- 2006年 - 世界ジュニア　5位
- 2007年 - ロシアジュニア国際　3位
- 2007年 - フランスジュニア国際　3位
- 2007年 - ヨーロッパジュニア　優勝
- 2007年 - プレオリンピック大会　3位
- 2008年 - ポーランド国際　3位
- 2008年 - ロシアジュニア国際　優勝
- 2008年 - フランスジュニア国際　優勝
- 2009年 - ワールドカップ・ソフィア　3位
- 2009年 - グランドスラム・パリ　優勝
- 2009年 - ワールドカップ・プラハ　優勝
- 2009年 - ヨーロッパ選手権　優勝
- 2009年 - グランドスラム・モスクワ　2位
- 2009年 - ヨーロッパU23柔道選手権大会　優勝
- 2010年 - ワールドカップ・ソフィア　優勝
- 2010年 - グランドスラム・パリ　5位
- 2010年 - ヨーロッパ選手権　優勝
- 2010年 - ワールドカップ・サンパウロ　優勝
- 2010年 - グランドスラム・モスクワ　3位
- 2010年 - 世界選手権　3位
- 2011年 - ワールドカップ・ソフィア　3位
- 2011年 - グランドスラム・モスクワ　3位
- 2011年 - ワールドカップ・リスボン　優勝
- 2011年 - ワールドカップ・マイアミ　2位
- 2011年 - 世界選手権　7位
- 2012年 - ワールドマスターズ2012　5位
- 2012年 - ワールドカップ・ソフィア　3位
- 2012年 - グランドスラム・パリ　5位
- 2012年 - ワールドカップ・ブダペスト　3位
- 2012年 - グランプリ・デュッセルドルフ　2位
- 2012年 - ヨーロッパ選手権　2位
- 2013年 - ヨーロッパ選手権　優勝
- 2013年 - グランプリ・青島　優勝
- 2014年 - グランドスラム・パリ　3位
- 2014年 - グランプリ・デュッセルドルフ　優勝
- 2014年 - グランプリ・トビリシ　3位
- 2014年 - ヨーロッパ選手権　2位
- 2014年 - 世界選手権　3位
- 2014年 - グランプリ・アブダビ　2位
- 2014年 - グランプリ・青島　優勝
- 2015年 - パンナムオープン・サンティアゴ　2位
- 2015年 - パンナムオープン・モンテビデオ　優勝
- 2015年 - ワールドマスターズ　優勝
- 2015年 - ヨーロッパ競技大会　3位
- 2015年 - 世界選手権 7位
- 2016年 - パンナムオープン・リマ　優勝
- 2016年 - パンナムオープン・ブエノスアイレス　優勝
- 2016年 -　ワールドマスターズ　2位
- 2016年 - リオデジャネイロオリンピック 3位
- 2017年 -　グランドスラム・パリ　3位
- 2017年 -　グランドスラム・エカテリンブルグ　3位
- 2017年 -　世界選手権　3位
- 2017年 -　ワールドマスターズ　優勝
- 2018年 -　グランドスラム・エカテリンブルグ　優勝
- 2018年 - ヨーロッパ選手権　優勝
- 2018年 -　ワールドマスターズ　3位
- 2019年 - グランドスラム・エカテリンブルグ　3位
- 2019年 - ヨーロッパ競技大会　2位
- 2019年 - 世界選手権　2位
- 2019年 -　オセアニアオープン・パース　優勝
- 2020年 - ヨーロッパ選手権　5位

(出典、JudoInside.com)